# Кочетова, Лидия Васильевна
Лидия Васильевна Кочетова (род. 9 апреля 1943, Надеждино) — ткачиха Алма-Атинского хлопчатобумажного комбината имени 50-летия Октябрьской Революции, Казахская ССР.

## Биография
Родилась 9 апреля 1943 года в селе Надеждино Сахновщинского района Харьковской области в крестьянской семье. Украинка. Окончила среднюю школу в соседнем селе Лиговка.
Уехала в Ивановскую область. Здесь окончила ткацкое училище в городе Вичуга, вышла замуж. Во время учёбы работала на фабрике «Красный Профинтерн». По распределению уехала в город Камышин Волгоградской области, на хлопчатобумажный комбинат. Работала рядом со знатной ткачихой Смирновой Верой Ивановной, в будущем — Героем Социалистического Труда.
В 1965 году переехала с семьей в столицу Казахстана — город Алма-Ата. Здесь поступила работать ткачихой на новый хлопчатобумажный комбинат, будущий флагман легкой промышленности Казахстана. С этим предприятием была связана вся её дальнейшая трудовая биография. Окончила Алматинский техникум легкой промышленности.
Была одним из инициаторов движения многостаночников на комбинате. В 1981 году взяла к обслуживанию 38 станков марки АТ-120-5 м, при типовой зоне 15 станков. Это была самая большая зона на комбинате. Ежедневно выполняла норму выработки на 110—112 %, выпускала первым сортом 97 % ткани при плане 85 %. На протяжении нескольких пятилеток подряд добивалась значительных успехов в выполнении личных плановых заданий — в девятой пятилетка в 1,6 раза, в десятой — в 2,2 раза.
Десятую пятилетку закончила досрочно — 22 февраля 1978 года, и до конца пятилетки дала сверх плана 555,4 тысячи погонных метров суровых тканей. Одиннадцатую пятилетку также закончила досрочно, к 26 апреля 1983 года.
Всегда уделяла много времени воспитанию молодежи, передавала свой богатый опыт выпускникам профтехучилищ. Только за годы 11 пятилетки обучила профессии ткача индивидуально 5 человек и в школе передового опыта 73 работницы. Член компартии с 1973 года.
Указом Президиума Верховного Совета СССР от 2 августа 1983 года за выдающиеся трудовые достижения и большой личный вклад в досрочное выполнение заданий одиннадцатой пятилетки Кочетовой Лидии Васильевне присвоено звание Героя Социалистического Труда с вручением ордена Ленина и золотой медали «Серп и Молот».
В середине декабря 1985 года достигла контрольной цифры 10 годовых заданий за 5 лет. Работала на комбинате до 1990 года. Последние годы, перед выходом на пенсию, работала консультантом по промышленности и торговли в Верховном Совет Республики Казахстана.
Избиралась депутатом Алма-Атинского городского совета, делегатом 26 съезда КПСС, нескольких съездов профсоюзов СССР, была членом ЦК компартии Казахстана.
Живёт в городе Алматы.

## Награды
- дважды орден Ленина;
- Орден Трудового Красного Знамени;
- премия Ленинского комсомола;
- премии ткачих Виноградовых;
- Государственная премия Казахской ССР.